# 静岡東宝会館
静岡東宝会館（しずおかとうほうかいかん）は、静岡県静岡市葵区七間町12にある映画館。
6階建てのビルに5スクリーンを有する。運営は日映株式会社であり、1983年（昭和58年）12月17日に開館した。七間町は「映画館の町」として知られ、かつては10館以上の映画館が軒を連ねていたが、静活株式会社が運営する映画館がそろって閉館した2011年（平成23年）からは静岡東宝会館が唯一の映画館である。「CINE7」という愛称は所在地の七間町に由来する。
東宝系の映画を中心に上映しているが、当映画館及び運営会社である日映株式会社と東宝株式会社は資本・業務提携をしておらず、TOHOシネマズのサービスなどは利用できない。

## 基礎情報

### 所在地
- 所在地 : 420-0035 静岡県静岡市葵区七間町12
- アクセス : JR東海道本線静岡駅北口から徒歩約15分

### スクリーン
すべてのスクリーンがDLPとSRD-EXを導入している。
| 静岡東宝会館のスクリーン | 静岡東宝会館のスクリーン | 静岡東宝会館のスクリーン | 静岡東宝会館のスクリーン     | 静岡東宝会館のスクリーン |
| スクリーン               | 階数                     | 座席数                   | 設備                         |                          |
| ------------------------ | ------------------------ | ------------------------ | ---------------------------- | ------------------------ |
| CINE1                    | 1階 3階                  | 335席                    | 35mmフィルム                 |                          |
| CINE2                    | 4階                      | 264席（＋2席）           | 3D設備（RealD） 35mmフィルム |                          |
| CINE3                    | 5階                      | 52席                     |                              |                          |
| CINE4                    | 6階                      | 129席（＋2席）           | 3D設備（RealD） 35mmフィルム |                          |
| CINE5                    | 6階                      | 69席（＋1席）            | 3D設備（RealD） 35mmフィルム |                          |

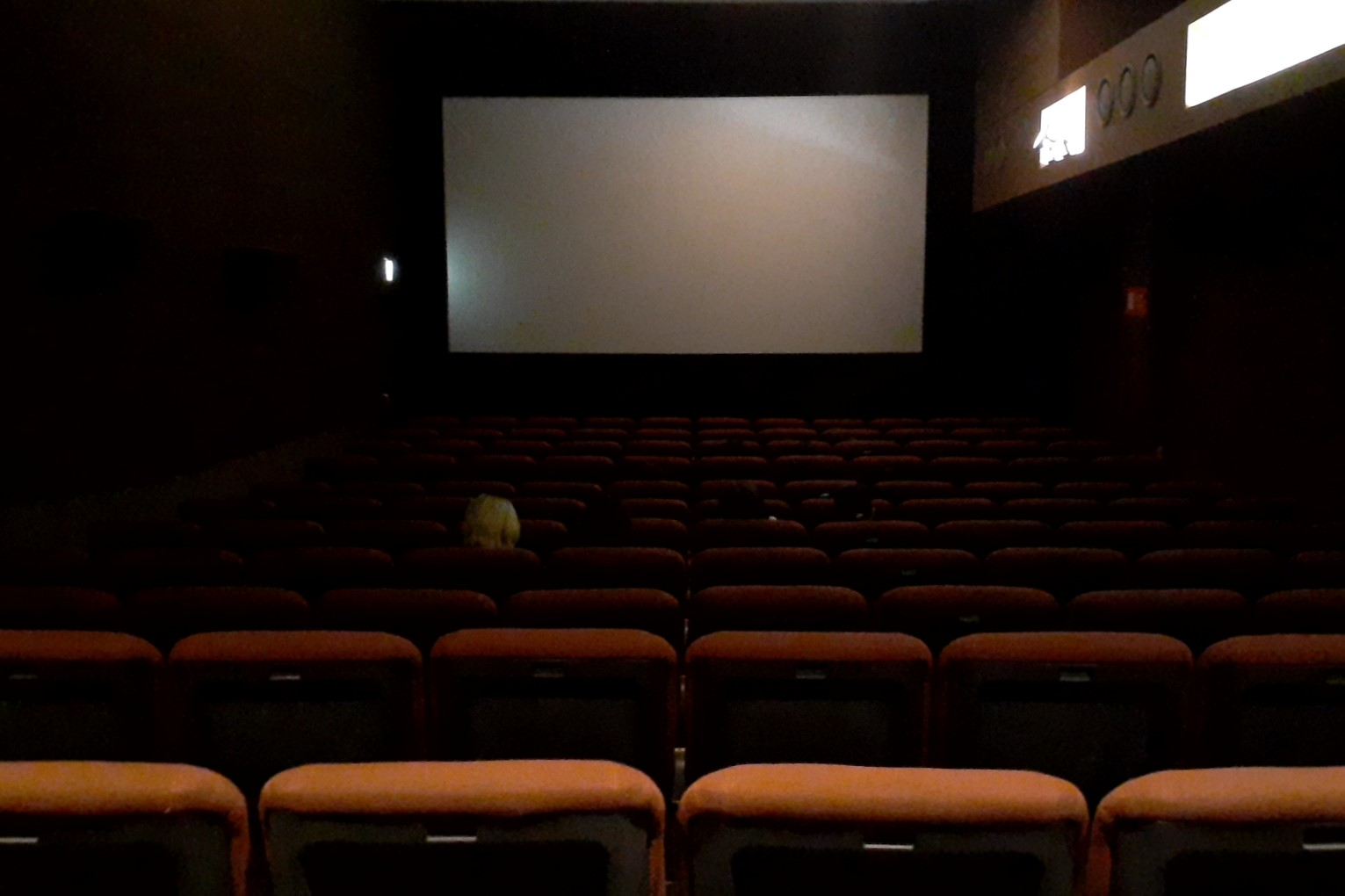
劇場内部（CINE4）
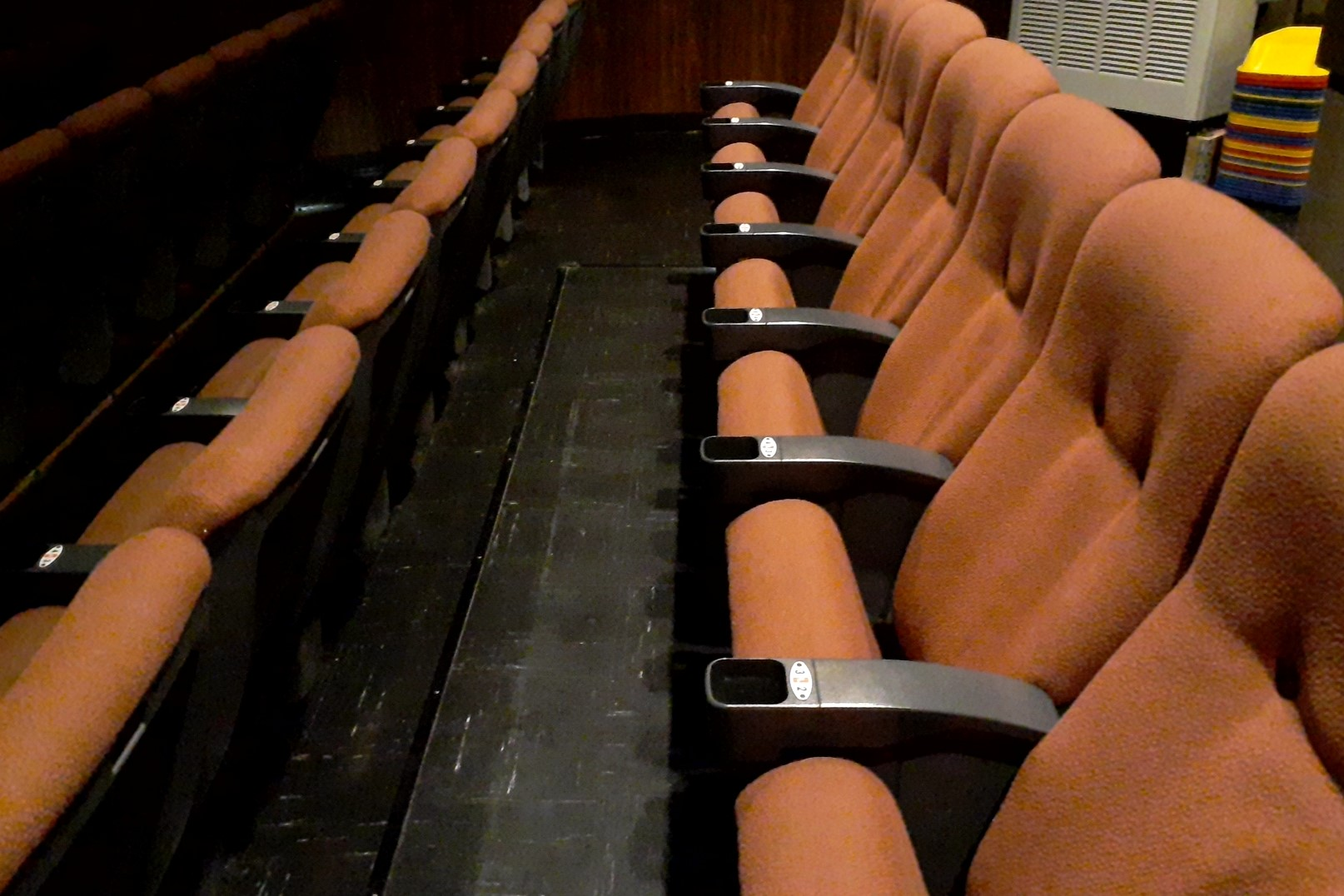
座席（CINE4）
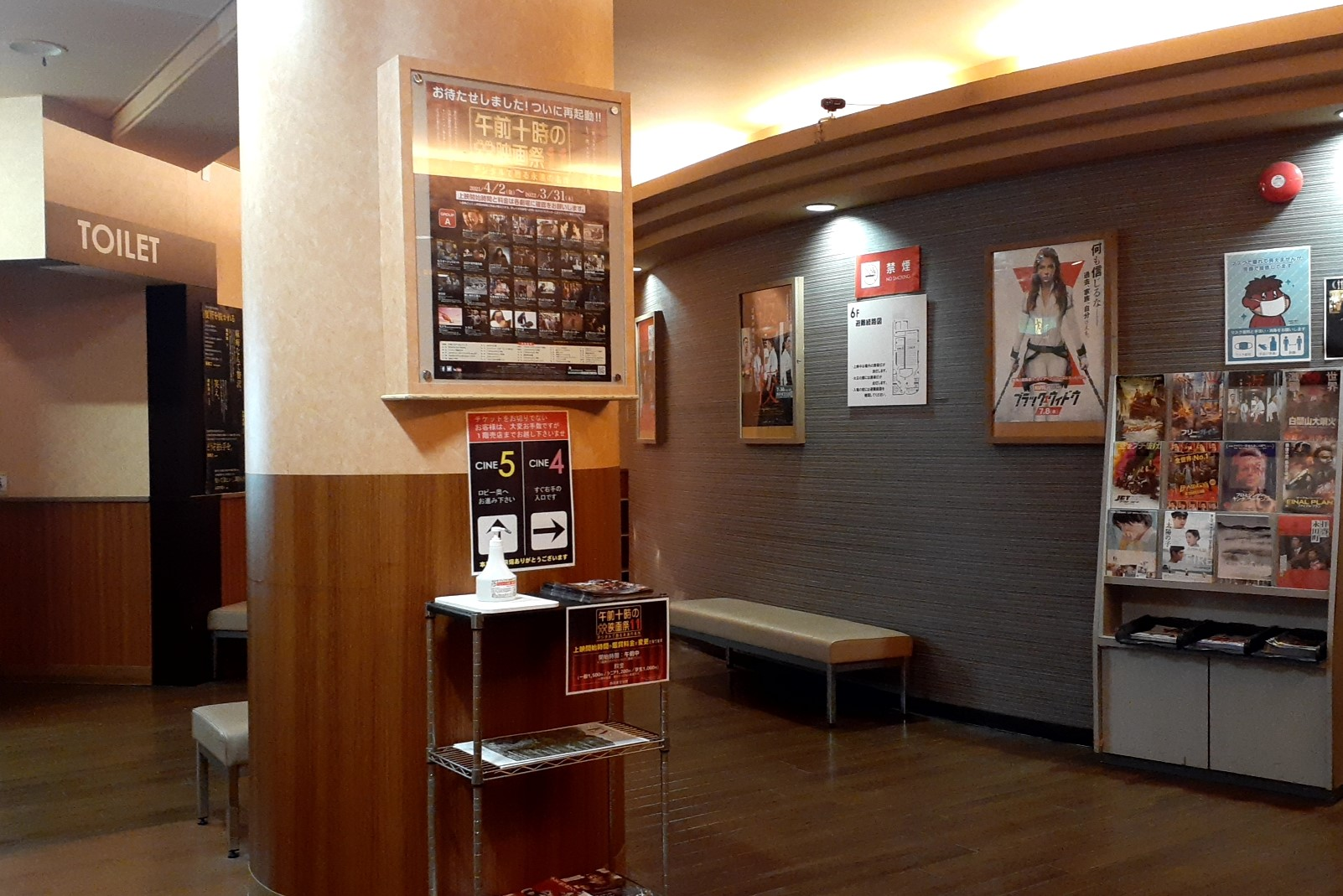
ロビー（6階）
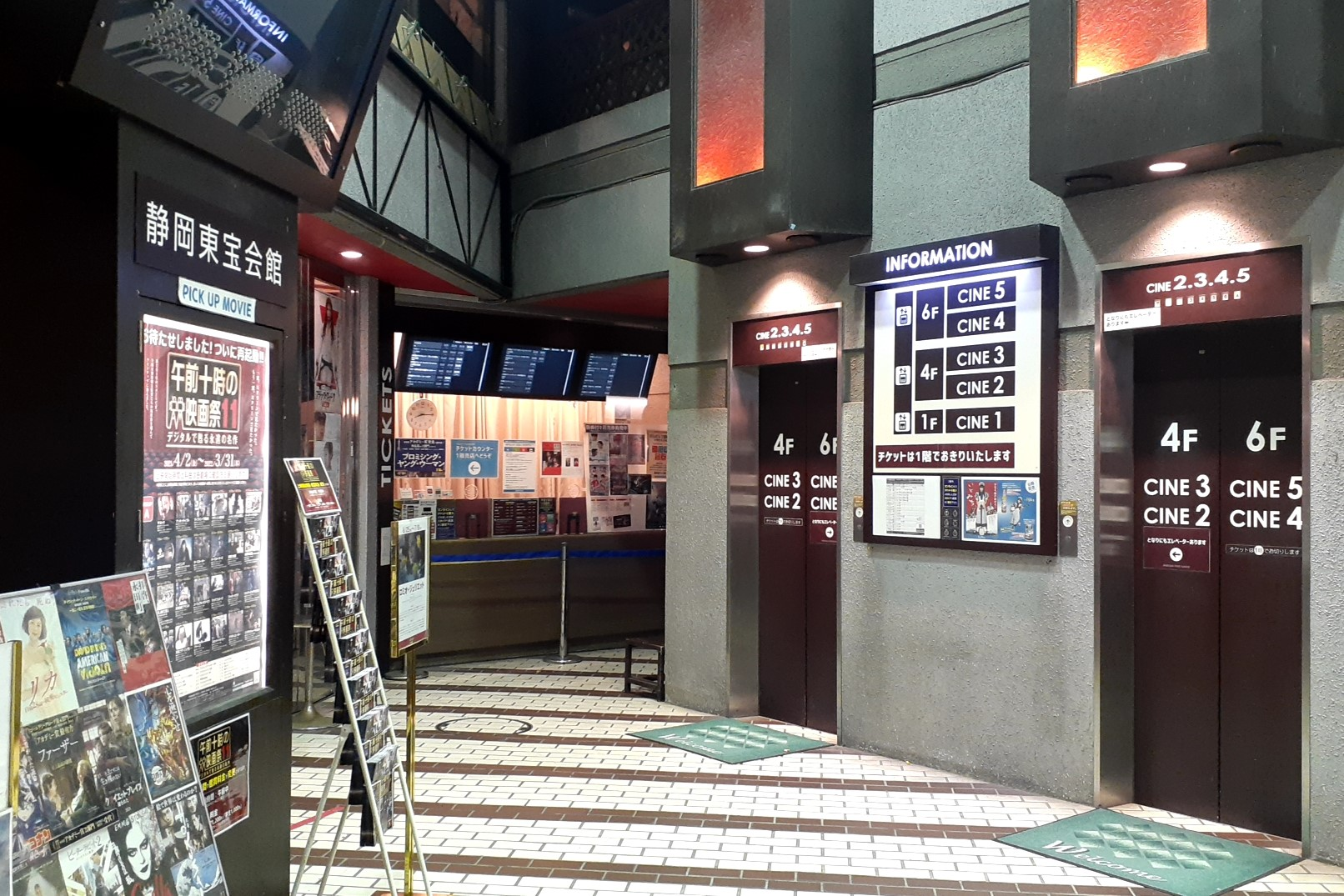
ロビー（1階）
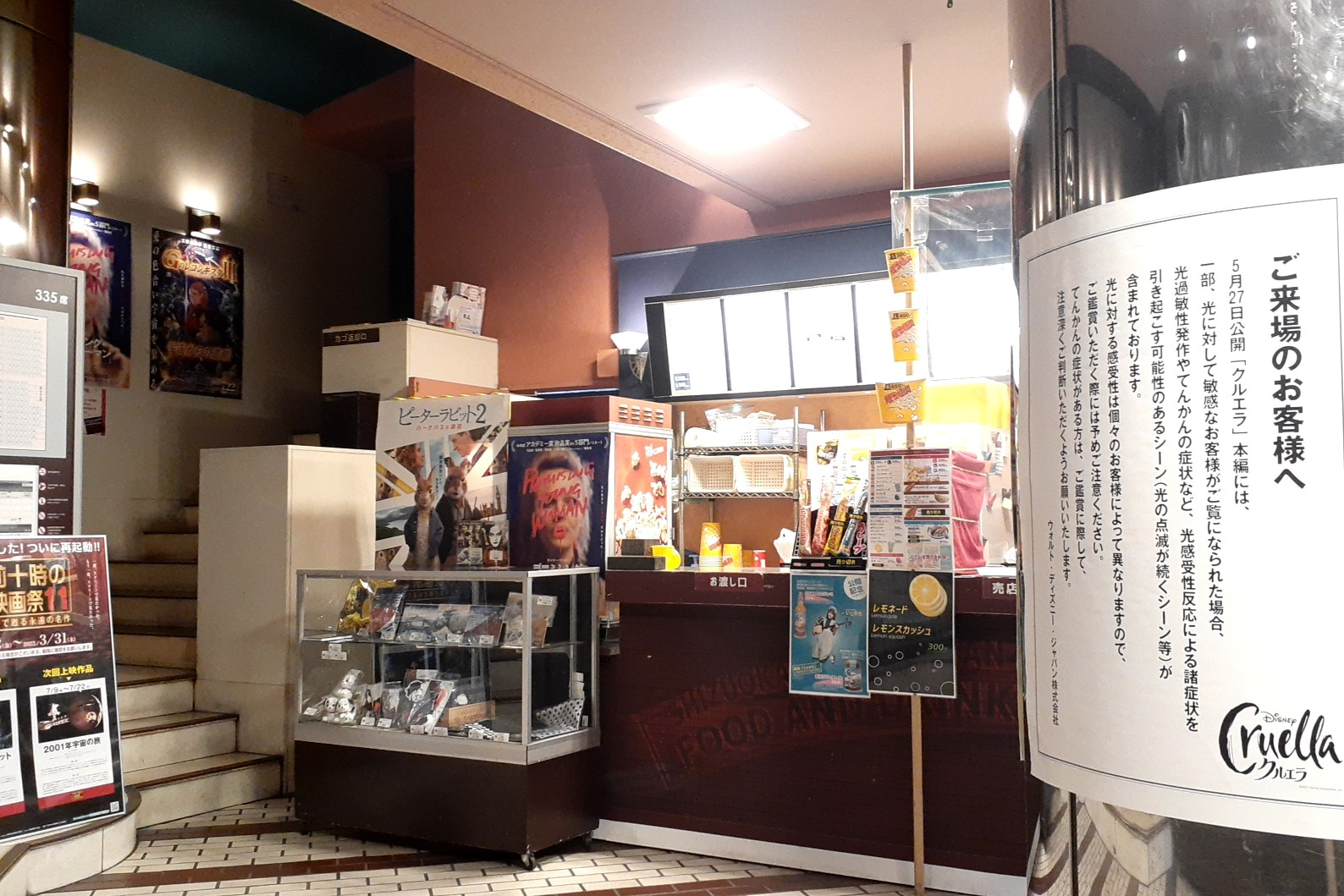
券売窓口（1階）

## 歴史

### 「映画館の町」七間町

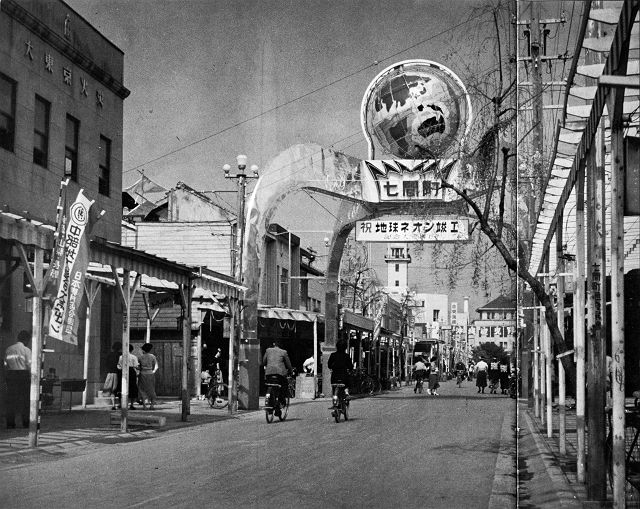
七間町のシンボルだった「地球ネオン」

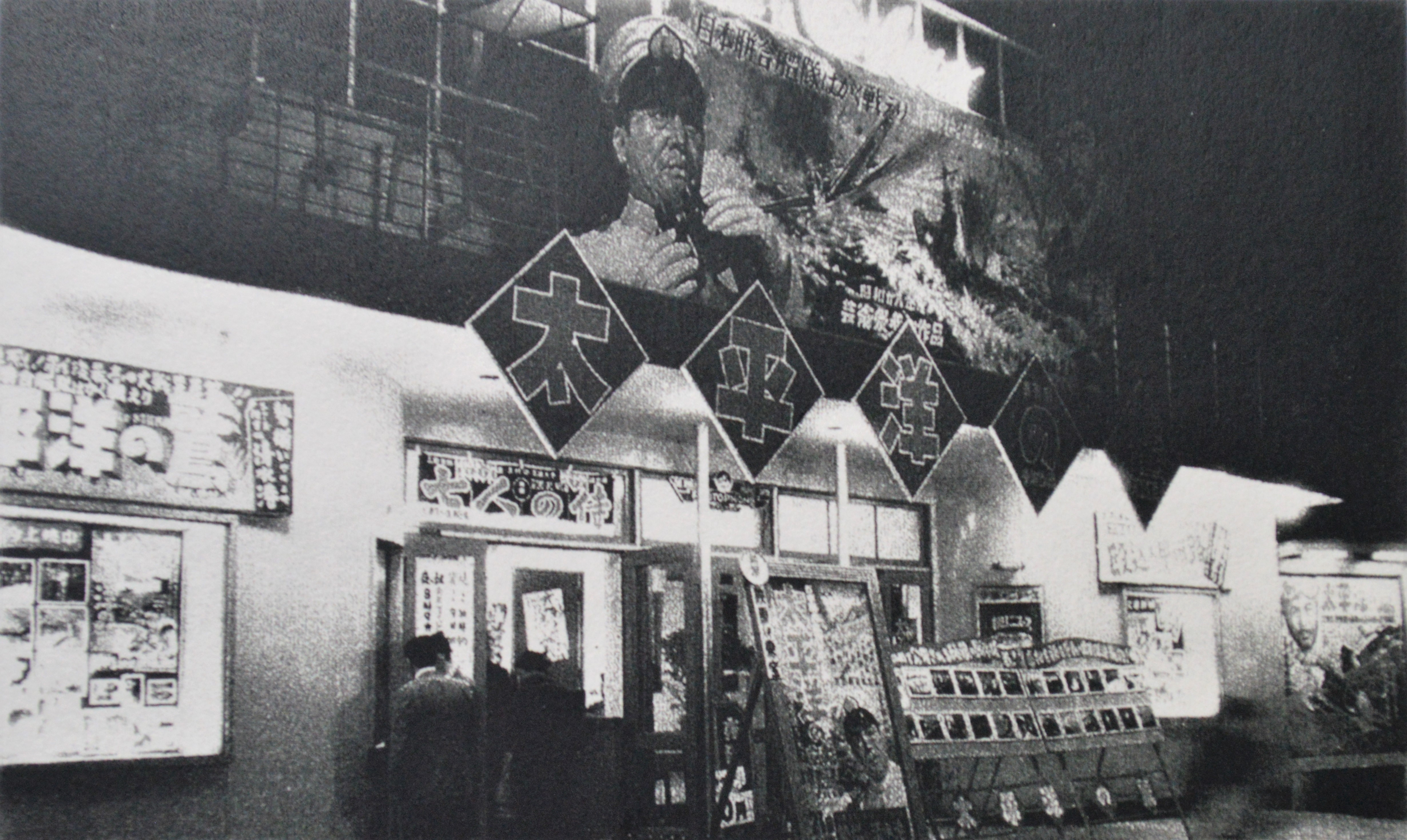
1953年（昭和28年）10月、『太平洋の鷲』（本多猪四郎監督）上映時の静岡中央劇場。正面玄関には翌1954年（昭和29年）4月公開の『七人の侍』（黒澤明監督）の告知看板が貼られていた。

七間町は静岡市において演劇や映画などの娯楽の街として発展し、静岡市で初めて活動写真（映画）が上映された若竹座や、静岡市で初の常設映画館であるパテー館も七間町にあった。1940年（昭和15年）1月15日の静岡大火や1945年（昭和20年）6月の静岡大空襲では七間町も大きな被害を受けたが、戦後の七間町は再び映画館が立ち並ぶ町となった。
東宝会館の前身は、1946年（昭和21年）8月にオープンしたニュース映画専門館「静岡ニュース劇場」である。翌1947年（昭和22年）に「静岡中央劇場」と改め、東宝系の作品を中心に上映するようになる。その後静岡市で映画館業を営む日映株式会社が1955年（昭和30年）頃に買収し、館名を「静岡東宝劇場」とする。1960年（昭和35年）の静岡市で日映が運営していた映画館には静岡東宝劇場、静岡第二東映劇場、第一劇場の3館があった。静活株式会社が運営する静岡オリオン座などの映画館もあわせると、最盛期の七間町には10館以上の映画館が軒を連ねていた。

### 静岡東宝会館の開館
1981年（昭和56年）頃に東宝劇場を閉館して建て替え工事を行い、2年後の1983年（昭和58年）12月17日に静岡東宝会館が開館した。初上映作品は『キャノンボール2』。開館当初の静岡東宝会館には静岡東宝、東宝プラザ、東宝スカラ座の3スクリーンがあり、それぞれが300席以上を有していた。東宝がアイドル映画を多数製作していたころには、たのきんトリオや光GENJIが静岡東宝会館で舞台挨拶を行い、観客が長蛇の列を作ったこともある。
1990年（平成2年）時点でも静岡東宝、静岡東宝プラザ、静岡東宝スカラ座の3スクリーンだったが、その後地下1階にヴェルデ東宝という名称のミニシアターを開館させて4スクリーン体制となり、2000年（平成12年）時点では静岡東宝、静岡東宝プラザ、静岡東宝スカラ座、静岡ヴェルデ東宝の4スクリーンだった。俳優の加藤諒（静岡市葵区出身）は小学生時代から東宝会館で『学校の怪談』（1997年）や『トイ・ストーリー2』（2000年）『102』（2001年）『世界の中心で、愛をさけぶ』（2004年）などを観ていたという。

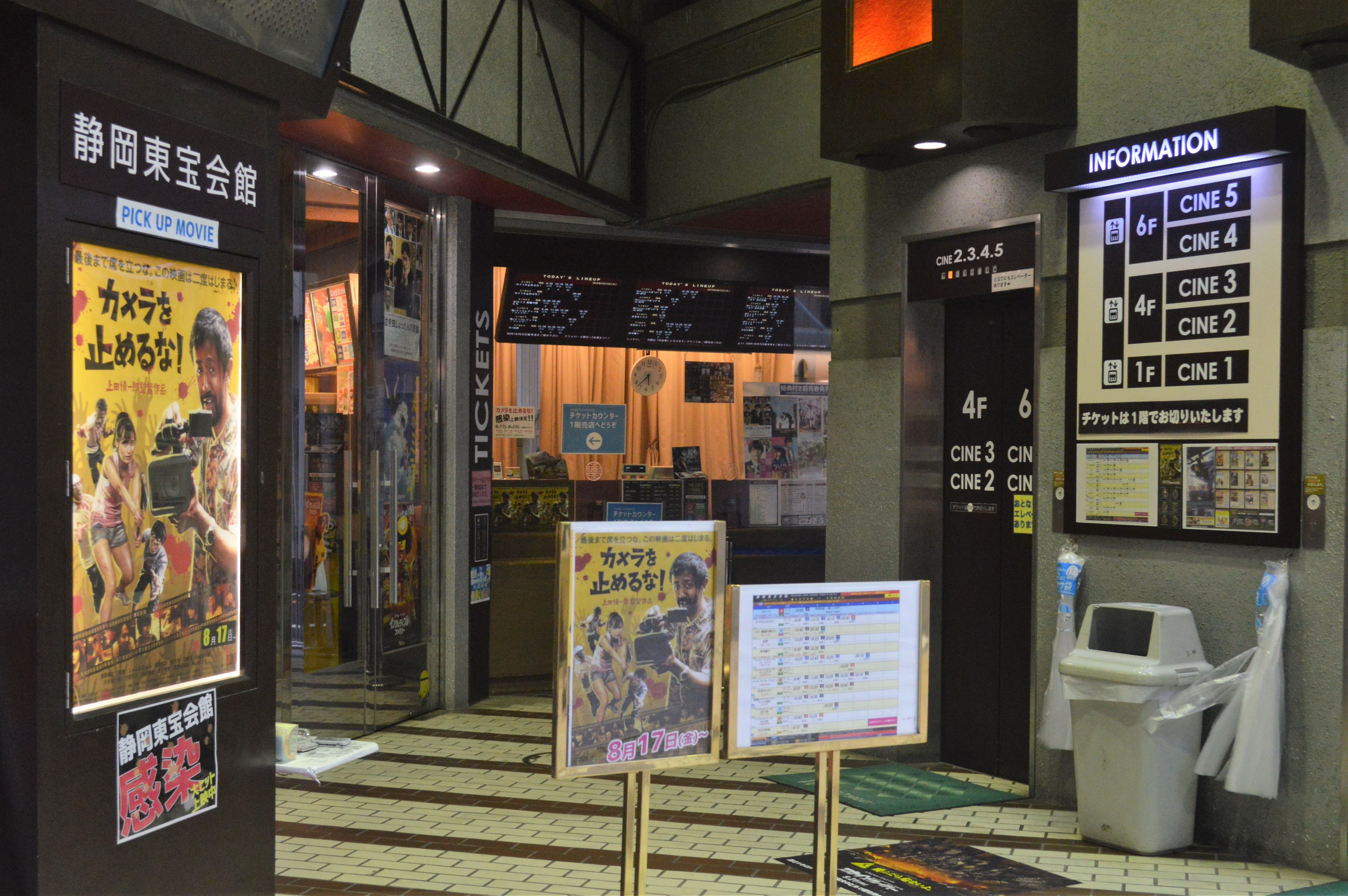
1階の券売窓口
（上田慎一郎監督『カメラを止めるな!』上映時、2018年8月）

2010年（平成22年）頃には日映の社内で大規模ホールの将来性を疑問視する意見が出たことから、2011年（平成23年）2月5日には4スクリーンを6スクリーンとしてリニューアル開館した。6階の静岡東宝スカラ座をCINE4とCINE5の2スクリーンに分割し、4階・5階の静岡東宝プラザをCINE2とCINE3の2スクリーンに分割している。もっとも小規模なCINE3は（東宝プラザの２階席）縦4列（横12-14列）計52席という小ささであるが、スクリーンとの距離が近いことで視界全体に画面が広がると好評である。その後地下1階のCINE6を閉館させ、今日の5スクリーン体制となった。

### 「映画館の町」の終焉とその後

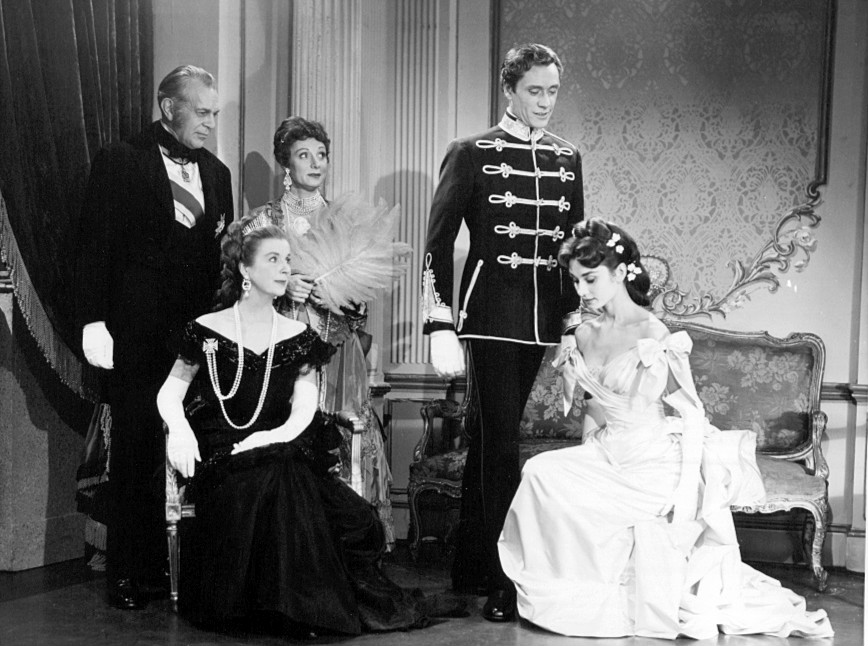
静岡で初めて上映された『マイヤーリング』

2000年代には同一施設に多数のスクリーンを持つシネマコンプレックス（シネコン）が日本各地に広がりを見せ、七間町で4館9スクリーンを運営する静活も、七間町の映画館街というスタイルから、それらを集約してシネコン化を図った。これにより、2011年（平成23年）10月2日には静岡オリオン座など静活が運営する4館9スクリーンが一斉に閉館し、3日後の10月5日にオープンの新静岡セノバに10スクリーンを有するシネコンシネシティザートに移行した。この一斉閉館によって、七間町の映画館は静岡東宝会館のみとなった。なお、静岡駅付近の静岡市街のスクリーンの他の変化としては2003年に、静岡シネ・ギャラリー（御幸町）が開館している。
2013年（平成25年）は、静岡市初の常設映画館「パテー館」が1913年（大正2年）に開館してから100年ということで、静岡市映画興行協会が「静岡市映画館100周年」記念イベントを企画し、2014年（平成26年）1月には静岡東宝会館とシネシティザートで旧作名画の上映会などが開催された。1月18日には静岡東宝会館で映画監督の浜野佐知と俳優のミッキー・カーチスの対談イベントが開催された。これらの記念イベントと並行して、1月18日から2月7日には長らく日本未公開だったオードリー・ヘプバーン主演作『マイヤーリング』（1957年、アメリカ）が静岡で初めて静岡東宝会館で上映された。
2020年（令和2年）は、静岡県立美術館で開かれた『富野由悠季の世界展』に関連して、同年9月18日から10月29日まで『機動戦士ガンダム』シリーズや『伝説巨神イデオン』『ガンダム Gのレコンギスタ』などの劇場版映画の上映会が行われた。また2023年（令和5年）3月には、ロックバンド「King Gnu」の井口理主演による『ひとりぼっちじゃない』が東宝会館で上映され、同月13日には井口と同作監督である伊藤ちひろが舞台挨拶を行っている。